# Алагирский район
Алаги́рский райо́н (осет. Алагиры район) — административно-территориальная единица и муниципальное образование (муниципальный район) в составе Республики Северная Осетия — Алания Российской Федерации.
Административный центр — город Алагир.

## География
Алагирский район расположен на северных склонах Кавказских гор от Водораздельного (Главного) (на юге) до Лесистого (на севере) хребтов, по обеим сторонам реки Ардон и части Осетинской наклонной равнины на крайнем севере. Большая часть района расположена в горной зоне республики.
Район является самым большим по площади муниципальным образованием Северной Осетии, его площадь составляет — 2013,49 км², что составляет более четверти от всей территории республики.
Первый горный аул по дороге Алагир-Мизур селение Биз. Самый южный и исторический аул Нар является приграничным с Республикой Южная Осетия, крайнее восточное село в равнинной части Майрамадаг при въезде и выезде из Пригородного района.

### Водные объекты
Озёра: Козское, Зругское,

## История
На территории современного Алагирского района до 19 века, до вхождения Осетии в состав Российской империи, находились Алагирское, Куртатинское и Туальское (Туалгомское) общества.
9 ноября 1938 года Алагиро-Ардонский район был переименован в Алагирский. В 1956 году в его состав вошёл упразднённый Садонский район.
До 2002 года в районе числились посёлки городского типа Мизур, Верхний Фиагдон, Салон, Галон, Згид, Холст. В современное время только лишь Мизур и Верхний Садон имеют развитие и статус пгт.

## Население
| 1939    | 1959    | 1970    | 1979    | 1989    | 2002    | 2010    |
| ------- | ------- | ------- | ------- | ------- | ------- | ------- |
| 18 556  | ↗37 758 | ↗42 958 | ↘37 678 | ↗38 983 | ↘38 581 | ↗38 830 |
| 2011    | 2012    | 2013    | 2014    | 2015    | 2016    | 2017    |
| ↗38 845 | ↘38 379 | ↘38 064 | ↘37 626 | ↘37 260 | ↘37 061 | ↘36 922 |
| 2018    | 2019    | 2020    | 2021    | 2023    | 2024    | 2025    |
| ↘36 763 | ↘36 598 | ↘36 420 | ↗38 753 | ↘38 381 | ↘38 229 | ↗38 308 |

### Урбанизация
В городских условиях (город Алагир, посёлки городского типа Мизур, Верхний Фиагдон) проживают 55,48 % населения района.

### Национальный состав
По итогам переписи населения 2020 года проживали следующие национальности (национальности менее 1 % и другое, см. в сноске к строке «Другие»):
| Национальность | Численность, чел. | Доля     |
| -------------- | ----------------- | -------- |
| Осетины        | 36 497            | 94,18 %  |
| Русские        | 1406              | 3,63 %   |
| Другие         | 850               | 2,19 %   |
| Итого          | 38 753            | 100,00 % |

## Муниципально-территориальное устройство
В 2013 году в Мизурское сельское поселение были включены упразднённые — Згидское и Садонское сельские поселения, а в Унальское сельское поселение включено Холстинское сельское поселение.
С 2018 года в Алагирском районе 79 населённых пунктов, в составе одного городского и 17 сельских поселений:
| №  | Городское и сельские поселения      | Административный центр  | Количество населённых пунктов | Население | Площадь, км2 |
| -- | ----------------------------------- | ----------------------- | ----------------------------- | --------- | ------------ |
| 1  | Алагирское городское поселение      | город Алагир            | 3                             | ↘21 402   | 26,76        |
| 2  | Бирагзангское сельское поселение    | село Верхний Бирагзанг  | 2                             | ↗1672     | 6,00         |
| 3  | Буронское сельское поселение        | посёлок Бурон           | 1                             | →353      | 5,13         |
| 4  | Горно-Карцинское сельское поселение | село Карца              | 2                             | ↗83       | 1,92         |
| 5  | Дзуарикауское сельское поселение    | село Дзуарикау          | 2                             | ↗1797     | 9,55         |
| 6  | Зарамагское сельское поселение      | село Нижний Зарамаг     | 13                            | ↗101      | 10,91        |
| 7  | Красноходское сельское поселение    | село Красный Ход        | 1                             | ↘111      | 1,39         |
| 8  | Майрамадагское сельское поселение   | село Майрамадаг         | 2                             | ↗1561     | 5,76         |
| 9  | Мизурское сельское поселение        | посёлок Мизур           | 10                            | ↘2371     | 81,75        |
| 10 | Нарское сельское поселение          | село Нар                | 12                            | ↗44       | 9,65         |
| 11 | Ногкауское сельское поселение       | село Ногкау             | 2                             | ↗1280     | 10,04        |
| 12 | Рамоновское сельское поселение      | посёлок Рамоново        | 1                             | ↘886      | 2,79         |
| 13 | Суадагское сельское поселение       | село Суадаг             | 1                             | ↘1206     | 5,77         |
| 14 | Унальское сельское поселение        | село Нижний Унал        | 9                             | ↗441      | 22,95        |
| 15 | Фиагдонское сельское поселение      | посёлок Верхний Фиагдон | 12                            | ↗1562     | 49,67        |
| 16 | Хаталдонское сельское поселение     | село Хаталдон           | 1                             | ↗1196     | 4,92         |
| 17 | Цейское сельское поселение          | село Нижний Цей         | 4                             | ↗39       | 4,88         |
| 18 | Црауское сельское поселение         | село Црау               | 1                             | ↘2203     | 7,39         |

| №  | Населённый пункт  | Тип                           | Население | Муниципальное образование           |
| -- | ----------------- | ----------------------------- | --------- | ----------------------------------- |
| 1  | Абайтикау         | село                          | ↘10       | Цейское сельское поселение          |
| 2  | Алагир            | город, административный центр | ↘21 253   | Алагирское городское поселение      |
| 3  | Архон             | село                          | ↗22       | Мизурское сельское поселение        |
| 4  | Бад               | село                          | ↗11       | Мизурское сельское поселение        |
| 5  | Барзикау          | село                          | ↗89       | Фиагдонское сельское поселение      |
| 6  | Биз               | село                          | ↗17       | Унальское сельское поселение        |
| 7  | Бурон             | посёлок                       | →353      | Буронское сельское поселение        |
| 8  | Варце             | село                          | ↗4        | Зарамагское сельское поселение      |
| 9  | Верхний Бирагзанг | село                          | ↗1108     | Бирагзангское сельское поселение    |
| 10 | Верхний Зарамаг   | село                          | ↘20       | Зарамагское сельское поселение      |
| 11 | Верхний Згид      | посёлок                       | ↗90       | Мизурское сельское поселение        |
| 12 | Верхний Унал      | село                          | ↗56       | Унальское сельское поселение        |
| 13 | Верхний Фиагдон   | посёлок                       | ↘1109     | Фиагдонское сельское поселение      |
| 14 | Верхний Цей       | село                          | ↘13       | Цейское сельское поселение          |
| 15 | Гули              | село                          |           | Фиагдонское сельское поселение      |
| 16 | Гусыра            | село                          | ↘8        | Горно-Карцинское сельское поселение |
| 17 | Дагом             | село                          | ↗8        | Унальское сельское поселение        |
| 18 | Даикау            | село                          | →4        | Мизурское сельское поселение        |
| 19 | Даллагкау         | село                          | ↗46       | Фиагдонское сельское поселение      |
| 20 | Дзивгис           | село                          | ↘17       | Фиагдонское сельское поселение      |
| 21 | Дзуарикау         | село                          | ↗1797     | Дзуарикауское сельское поселение    |
| 22 | Дзуарикау         | село                          | ↗40       | Фиагдонское сельское поселение      |
| 23 | Донисар           | село                          | →0        | Унальское сельское поселение        |
| 24 | Елгона            | село                          | ↗4        | Нарское сельское поселение          |
| 25 | Згил              | село                          | ↗11       | Зарамагское сельское поселение      |
| 26 | Зинцар            | село                          | ↗164      | Унальское сельское поселение        |
| 27 | Зригатта          | село                          | ↘8        | Нарское сельское поселение          |
| 28 | Кадат             | село                          |           | Фиагдонское сельское поселение      |
| 29 | Калак             | село                          | ↗1        | Зарамагское сельское поселение      |
| 30 | Камсхо            | село                          | ↘4        | Зарамагское сельское поселение      |
| 31 | Карца             | село                          | ↘35       | Горно-Карцинское сельское поселение |
| 32 | Кесатикау         | село                          |           | Нарское сельское поселение          |
| 33 | Кодахджин         | село                          | ↗86       | Майрамадагское сельское поселение   |
| 34 | Красный Ход       | село                          | ↘111      | Красноходское сельское поселение    |
| 35 | Курайтта          | село                          | ↗5        | Мизурское сельское поселение        |
| 36 | Лац               | село                          | ↗50       | Фиагдонское сельское поселение      |
| 37 | Лисри             | село                          | ↘0        | Зарамагское сельское поселение      |
| 38 | Майрамадаг        | село                          | ↗1495     | Майрамадагское сельское поселение   |
| 39 | Мизур             | посёлок                       | ↘2142     | Мизурское сельское поселение        |
| 40 | Нар               | село                          | ↘5        | Нарское сельское поселение          |
| 41 | Нижний Бирагзанг  | село                          | ↗569      | Бирагзангское сельское поселение    |
| 42 | Нижний Зарамаг    | село                          | →11       | Зарамагское сельское поселение      |
| 43 | Нижний Унал       | село                          | ↗168      | Унальское сельское поселение        |
| 44 | Нижний Цей        | село                          | ↗9        | Цейское сельское поселение          |
| 45 | Ногкау            | село                          | ↘5        | Мизурское сельское поселение        |
| 46 | Ногкау            | село                          | ↘921      | Ногкауское сельское поселение       |
| 47 | Нузал             | посёлок                       |           | Мизурское сельское поселение        |
| 48 | Потыфаз           | село                          | ↗5        | Нарское сельское поселение          |
| 49 | Рамоново          | посёлок                       | ↘886      | Рамоновское сельское поселение      |
| 50 | Регах             | село                          | ↗1        | Нарское сельское поселение          |
| 51 | Сагол             | село                          | →0        | Зарамагское сельское поселение      |
| 52 | Садон             | посёлок                       | ↗115      | Мизурское сельское поселение        |
| 53 | Сатат             | село                          | ↘12       | Зарамагское сельское поселение      |
| 54 | Саубын            | село                          | ↗1        | Нарское сельское поселение          |
| 55 | Сахсат            | село                          | →7        | Нарское сельское поселение          |
| 56 | Слас              | село                          | ↘1        | Нарское сельское поселение          |
| 57 | Суадаг            | село                          | ↘1206     | Суадагское сельское поселение       |
| 58 | Тагардон          | село                          | ↘0        | Дзуарикауское сельское поселение    |
| 59 | Тамиск            | посёлок                       |           | Алагирское городское поселение      |
| 60 | Тапанкау          | село                          | ↗2        | Нарское сельское поселение          |
| 61 | Тиб               | село                          | ↘28       | Зарамагское сельское поселение      |
| 62 | Урикау            | село                          | ↘97       | Фиагдонское сельское поселение      |
| 63 | Урсдон            | село                          | ↗15       | Унальское сельское поселение        |
| 64 | Харисджин         | село                          | ↗12       | Фиагдонское сельское поселение      |
| 65 | Хаталдон          | село                          | ↗1196     | Хаталдонское сельское поселение     |
| 66 | Хидикус           | село                          | ↘87       | Фиагдонское сельское поселение      |
| 67 | Ход               | село                          | ↘3        | Мизурское сельское поселение        |
| 68 | Холст             | посёлок                       | ↗16       | Унальское сельское поселение        |
| 69 | Худисан           | село                          | →0        | Зарамагское сельское поселение      |
| 70 | Хукали            | село                          | ↘4        | Цейское сельское поселение          |
| 71 | Цаликово          | село                          | ↘363      | Ногкауское сельское поселение       |
| 72 | Цамад             | село                          | ↗14       | Унальское сельское поселение        |
| 73 | Цасем             | село                          | ↗2        | Нарское сельское поселение          |
| 74 | Цементный         | посёлок                       |           | Алагирское городское поселение      |
| 75 | Цемса             | село                          | ↘5        | Нарское сельское поселение          |
| 76 | Цми               | село                          | ↘16       | Зарамагское сельское поселение      |
| 77 | Цмити             | село                          | ↘11       | Фиагдонское сельское поселение      |
| 78 | Црау              | село                          | ↘2203     | Црауское сельское поселение         |

Новые населённые пункты
В 2013 году появился посёлок Нузал.
В 2018 году статус действующих населённых пунктов было присвоено посёлкам Тамиск и Цементный, и сёлам — Гули, Кадат и Кесатикау.

### Упразднённые населённые пункты
В 2015 году упразднены посёлки — дом отдыха «Цей», лагерь «Буревестник», лагерь «Осетия», лагерь «Торпедо» и село Тибсли.

## Экономика
В районе находятся 52 производственных предприятия, 9 сельскохозяйственных и одно автотранспортное предприятие.
Промышленность
- Горнорудная — добыча и обогащение свинцово-цинковых руд
- Производство строительных материалов
- Гидроэнергетика

Сельское хозяйство
Алагирский район имеет сельхозугодий — 79568 га, пашни — 9891 га, сенокосов — 2370 га, пастбищ — 66968 га, лесов — 51195 га, земель под водой — 1482 га.
Туризм
- Алагирский краеведческий музей,
- Алагирский музей истории горной промышленности,
- Горнолыжный и туристический курорт Цей,
- Святилище Реком близ с. Цей,
- Аланский Богоявленский женский монастырь с детским реабилитационным центром в г. Алагир,
- Детский и взрослые санатории в пос. Тамиск,
- Нузальская часовня с усыпальницей последнего аланского царя в с. Нузал,
- Санаторий, отели, Аланский Успенский мужской монастырь в пос. Верхний Фиагдон,
- Раннесредневековый храм в с. Дзивгис,
- Горный зоопарк в Куртатинском ущелье,
- Горячий источник в с. Верхний Бирагзанг,
- Минеральные источники Тиб,
- Дом-музей Коста Хетагурова в с. Нар.

Транспорт
Вдоль реки Ардон действует Транскавказская автомагистраль (Транскам), являющаяся автодорогой федерального значения.
Средства массовой информации
В районе действует районная газета «Заря».

## Достопримечательности
Алагирский район является самым туристически развитым в Республике.
- У с. Суадаг расположена святыня осетинского народа — Роща Хетага, куда ежегодно летом на праздник съезжаются осетины со всей Осетии.
- В с. Нузал находится часовня X века с сохранёнными фресками. Памятник находится под охраной государства.
- Горячие источники у с. Верхний Бирагзанг.
- Алагирский краеведческий музей.
- Богоявленский Аланский женский монастырь, по дороге в сторону пос. Тамиск.
- Курортный посёлок Цей.
- Курортный туристический посёлок Верхний Фиагдон.
- Аланский Свято-Успенский мужской монастырь в с. Хидикус.
- Церковь с колокольней 15 век с. Дзивгис, Куртатинское ущелье,
- Часовня IX века в с. Майрамыкау, Куртатинское ущелье (период раннего средневековья).
- Горный зоопарк у пропасти в Куртатинском ущелье, в нескольких километрах от пос. Верхний Фиагдон.
- Музей «Защитников Суарского ущелья» в с. Майрамадаг.
- Музей жизни и творчества осетинского поэта Коста Хетагурова в родовом с. Нар.
- Развалины Зругского храма XI века в с. Хозита.

## Религия
Русская Православная церковь
- Свято-Вознесенский Собор XIX века — г. Алагир.
- Церковь Святого Николая Чудотворца — с. Верхний Бирагзанг.
- Церковь Казанской иконы Божией Матери — с. Нижний Зарамаг.
- Церковь Святого Георгия Победоносца — село Нар.
- Церковь Святого архангела Михаила — с. Дзуарикау.
- Богоявленский Аланский женский монастырь — г. Алагир.
- Свято-Успенский Аланский мужской монастырь — пос. Верхний Фиагдон.
- Часовня Рождества Богородицы VII век. — в урочище Майрамыкау.
- Церковь Пресвятой Троицы — с. Нижний Унал.

Ислам
- Сельская мечеть XIX века — с. Ногкау.

## Галерея
- Гора Монах
- Посёлок Мизур
- Тоннель на автодороге в горах Алагирского района
- Памятник к югу от Алагира

## Известные уроженцы
Родившиеся в Алагирском районе